# Down with the Clique
Down with the Clique è un singolo della cantante statunitense Aaliyah, pubblicato il 2 maggio 1995 come quarto estratto dal primo album in studio Age Ain't Nothing but a Number.

## Tracce
- CD Singolo

1. Madhouse Mix (Radio edit I - No Chat) – 3:01
2. LP version – 3:22
3. Dancehall Mix – 3:30
4. Madhouse Mix (Radio edit II) – 3:28
5. Madhouse Mix (Instrumental) – 3:13